# Чистопольское сельское поселение (Крым)
Чистопольское сельское поселение (укр. Чистопільське сільське поселення, крымскотат. Дере Салын кой юрту, Dere Salın köy yurtu) — муниципальное образование в Ленинском районе Республики Крым России, на Керченском полуострове, выходит на берег Азовского моря.
Административный центр — село Чистополье.

## Население
| 2001  | 2014  | 2015  | 2016  | 2017  | 2018  | 2019  |
| ----- | ----- | ----- | ----- | ----- | ----- | ----- |
| 2800  | ↘2121 | ↘2119 | ↘2103 | ↘2061 | ↘2032 | ↘2028 |
| 2020  | 2021  |       |       |       |       |       |
| ↘2021 | ↗2162 |       |       |       |       |       |

## Состав сельского поселения
| № | Населённый пункт | Тип населённого пункта       | Население |
| - | ---------------- | ---------------------------- | --------- |
| 1 | Чистополье       | село, административный центр | ↘1706     |
| 2 | Затишное         | село                         | ↘153      |
| 3 | Либкнехтовка     | село                         | ↘248      |
| 4 | Тасуново         | село                         | ↘14       |

## История
В 1945 году был образован Чистопольский сельский совет.
Статус и границы Чистопольского сельского поселения установлены Законом Республики Крым от 5 июня 2014 года № 15-ЗРК «Об установлении границ муниципальных образований и статусе муниципальных образований в Республике Крым».